# Amegilla cingulata
Amegilla cingulata ist eine in Australien heimische, blaugebänderte Pelzbiene, die aber auch in vielen anderen Regionen vorkommt. Es wird daran geforscht, wie diese Biene durch ihre ausgeprägte „Vibrationsbestäubung“ der Landwirtschaft zugutekommen kann, da sie mit dieser Art der Bestäubung an Pollen gelangen kann, der von anderen Bienen kaum erreichbar ist, wie bei Tomatenblüten. Diese Bienen sind sehr wichtig für die Nahrungsmittelproduktion und tragen zu mindestens 30 % der Ernte in Australien bei.

## Taxonomie
A. cingulata wurde erstmals im Jahre 1775 von dem dänischen Entomologen Johann Christian Fabricius beschrieben.
Der Namenszusatz cingulata stammt vom lateinischen Wort cingulum („Gürtel“) und bezieht sich auf die Bänderung auf dem Körper der Bienen. Die Gattung Amegilla enthält mehr als 250 weitere Arten, von denen jedoch einige kaum von A. cingulata zu unterscheiden sind, was zu häufigen Verwechslungen führt.

## Merkmale
A. cingulata hat eine sehr auffallende Erscheinung, ähnlich der einiger anderer Amegilla-Arten. Kopf und Thorax sind mit goldenen Härchen bedeckt, das Abdomen ist gestreift mit blassblauen Bändern auf Schwarz. Die Geschlechter können anhand der Anzahl der vollständigen Bänder unterschieden werden. Männliche Tiere besitzen fünf dieser Bänder, weibliche nur vier; die blauen Bänder der Männchen sind etwas blasser. A. cingulata kann eine Größe von etwa 10–12 mm erreichen, wobei Weibchen etwas größer als Männchen werden.

## Vorkommen
Die Art ist in Australien heimisch, wurde aber auch in Papua-Neuguinea, Indonesien, Osttimor, Malaysia und Indien gesichtet, wobei letztere Sichtungen sich auch auf falsch identifizierte Exemplare ähnlicher Arten beziehen könnten, wie beispielsweise Amegilla zonata. Der hauptsächliche Lebensraum ist in tropischen und subtropischen Regionen. Die Bienen leben dort in städtischen Gebieten, Wäldern und Heideflächen.

## Ernährung
Den Hauptteil des Nektars bezieht A. cingulata aus blauen Blüten; es dienen Blüten wie die der Silbereichen, der Abelie sowie Lavendelarten als Nektarquelle. Von den nicht-blauen Blüten machen Salbeiblüten, Tomaten- und Auberginenblüten, sowie die Blüten einiger Eisenkrautgewächse die Hauptnahrungsquelle aus. Die Bienen nutzen Vibrationsbestäubung, was die Freisetzung von Pollen erhöht. Dabei halten sie sich an den Blüten fest und vibrieren kräftig, indem sie ihren Kopf bis zu 350 mal pro Sekunde gegen die Blüte schlagen. Sie haben nur eine begrenzte Reichweite von etwa 300 m Entfernung zu ihrem Nest für die Nahrungssuche zur Verfügung. Weibchen unternehmen mindestens neun Suchflüge pro Tag.

## Lebensweise

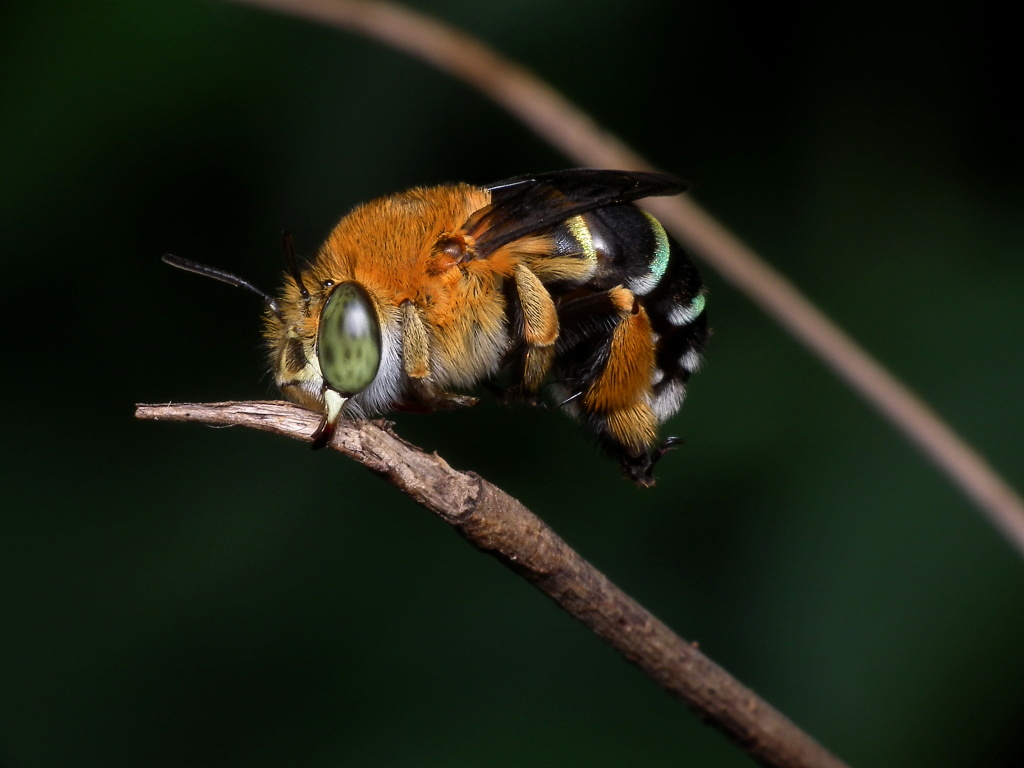
Eine Biene klammert sich für die Nacht an einem Ast fest

Blaugebänderte Bienen können stechen, sind aber weniger aggressiv als andere Bienenarten. Sie scheinen sich durch ihre Flugart schneller zu bewegen als andere Bienen. Während der Nacht klammern sich Männchen an Pflanzenstängel. Die Bienen leben solitär; Weibchen bewohnen einzeln Höhlen im Boden oder in weichem Stein. Anders als zum Beispiel Honigbienen leben sie nicht in großen sozialen Kolonien.
Die Weibchen der A. cingulata bauen solitäre Nester, aber oft nahe bei anderen Artgenossen. Sie nisten häufig in ausgetrockneten Flussufern, alten Lehmhäusern und Mörtel zwischen Ziegelsteinen, sie können jedoch auch in weichem Sandstein graben; Gebiete dieser Gesteinsart können mit Bienentunneln durchsetzt sein. Zellen am Ende der Tunnel enthalten ein Ei mit einer Pollen/Nektarmischung für das Larvenfutter.

## Bedrohungen
A. cingulata wird von vielen Tieren, einschließlich der Aga-Kröte, Fröschen und Vögeln, gejagt. Ihre Nester werden durch Fleckenbienen, wie der Thyreus nitidulus parasitiert. Menschliche Aktivitäten, wie die Räumung von Flussufern, können die Nistplätze dieser Biene bedrohen.